# Идентитет (математика)
У математици, идентитет је једнакост која се односи на један математички израз A на други математички израз B, тако да A и B (које могу садржати неке променљиве) производе исту вредност за све вредности варијабли унутар одређеног домена дискурса. Другим речима, A=B је идентитет ако A и B дефинишу исте функције, а идентитет је једнакост између функција које су различито дефинисане. На пример, {\displaystyle (a+b)^{2}=a^{2}+2ab+b^{2}} и {\displaystyle \cos ^{2}\theta +\sin ^{2}\theta =1} су идентитети. Идентитети се понекад означавају симболом троструким знаком једнакости (≡), уместо знаком једнакости (=). Формално, идентитет је универзално квантификована једнакост.

## Заједнички идентитети

### Алгебарски идентитети
Одређени идентитети, као на пример {\displaystyle a+0=a} и {\displaystyle a+(-a)=0}, чине основу алгебре, док други идентитети, као на пример {\displaystyle (a+b)^{2}=a^{2}+2ab+b^{2}} и {\displaystyle a^{2}-b^{2}=(a+b)(a-b)}, може бити корисно у поједностављивању алгебарских израза и њиховом проширењу.

### Тригонометријски идентитети
Геометријски, тригонометријски идентитети су идентитети који укључују одређене функције једног или више углова. Они се разликују од идентитета троугла, који су идентитети који укључују и углове и дужине страница троугла. У овом чланку су обрађени само први.
Ови идентитети су корисни кад год изразе који укључују тригонометријске функције треба поједноставити. Друга важна примена је интеграл нетригонометријских функција: уобичајена техника која укључује прво коришћење правила замене са тригонометријском функцијом, а затим поједностављивање резултујућег интеграла са тригонометријским идентитетом.
Један од најистакнутијих примера тригонометријских идентитета укључује једначину {\displaystyle \sin ^{2}\theta +\cos ^{2}\theta =1,} што важи за све стварне вредности од {\displaystyle \theta }. С друге стране, једначина
{\displaystyle \cos \theta =1}
важи само за одређене вредности {\displaystyle \theta }, а не све. На пример, ова једначина је тачна када је {\displaystyle \theta =0,} али нетачна када је {\displaystyle \theta =2}.
Друга група тригонометријских идентитета односи се на такозване формуле сабирања/одузимања (на пример идентитет двоструког угла {\displaystyle \sin(2\theta )=2\sin \theta \cos \theta }, формула за додавање за {\displaystyle \tan(x+y)}), који се може користити за разбијање израза већих углова на оне са мањим састојцима.

### Степеновани идентитети
Следећи идентитети важе за све целобројне степене, под условом да је база различита од нуле:
{\displaystyle {\begin{aligned}b^{m+n}&=b^{m}\cdot b^{n}\\(b^{m})^{n}&=b^{m\cdot n}\\(b\cdot c)^{n}&=b^{n}\cdot c^{n}\end{aligned}}}
За разлику од сабирања и множења, степеновање није комутативно. На пример, 2 + 3 = 3 + 2 = 5 и 2 · 3 = 3 · 2 = 6, али 23 = 8 док је 32 = 9.
Такође, за разлику од сабирања и множења, степеновање такође није асоцијативно. На пример, (2 + 3) + 4 = 2 + (3 + 4) = 9 и (2 · 3) · 4 = 2 · (3 · 4) = 24, али 23 до 4 је 84 (или 4,096) док је 2 до 34 281 (или 2,417,851,639,229,258,349,412,352). Када нису написане заграде, по конвенцији је редослед одозго надоле, а не одоздо према горе:
{\displaystyle b^{p^{q}}:=b^{(p^{q})},} док {\displaystyle (b^{p})^{q}=b^{p\cdot q}.}

### Логаритамски идентитети
Неколико важних формула, које се понекад називају логаритамски идентитети или логаритамски закони, повезују логаритме један са другим:

#### Производ, количник, снага и корен
Логаритам производа је збир логаритама бројева који се множе; логаритам односа два броја је разлика логаритама. Логаритам p тог степена броја је p пута већи од логаритма самог броја; логаритам p тог корена је логаритам броја подељеног са p. Следећа табела наводи ове идентитете са примерима. Сваки од идентитета се може извести након замене дефиниција логаритма {\displaystyle x=b^{\log _{b}x},} и/или {\displaystyle y=b^{\log _{b}y},} у леве стране.
|          | Формула                                                                          | Пример                                                                                                 |
| -------- | -------------------------------------------------------------------------------- | --- |
| производ | {\displaystyle \log _{b}(xy)=\log _{b}(x)+\log _{b}(y)}                          | {\displaystyle \log _{3}(243)=\log _{3}(9\cdot 27)=\log _{3}(9)+\log _{3}(27)=2+3=5}                   |
| количник | {\displaystyle \log _{b}\!\left({\frac {x}{y}}\right)=\log _{b}(x)-\log _{b}(y)} | {\displaystyle \log _{2}(16)=\log _{2}\!\left({\frac {64}{4}}\right)=\log _{2}(64)-\log _{2}(4)=6-2=4} |
| степен   | {\displaystyle \log _{b}(x^{p})=p\log _{b}(x)}                                   | {\displaystyle \log _{2}(64)=\log _{2}(2^{6})=6\log _{2}(2)=6}                                         |
| корен    | {\displaystyle \log _{b}\!{\sqrt[{p}]{x}}={\frac {\log _{b}(x)}{p}}}             | {\displaystyle \log _{10}\!{\sqrt {1000}}={\frac {1}{2}}\log _{10}1000={\frac {3}{2}}=1.5}             |

#### Промена базе
Логаритам logb(x) се може израчунати из логаритама x и b у односу на произвољну базу k користећи следећу формулу:
{\displaystyle \log _{b}(x)={\frac {\log _{k}(x)}{\log _{k}(b)}}.}
Типични научни калкулатори израчунавају логаритме на основу 10 и e. Логаритми у односу на било коју базу b могу се одредити коришћењем било ког од ова два логаритма по претходној формули:
{\displaystyle \log _{b}(x)={\frac {\log _{10}(x)}{\log _{10}(b)}}={\frac {\log _{e}(x)}{\log _{e}(b)}}.}
Дат је број x и његов логаритам logb(x) непознатој основици b, база је дата са:
{\displaystyle b=x^{\frac {1}{\log _{b}(x)}}.}

### Идентитети хиперболичких функција
Хиперболичке функције задовољавају многе идентитете, а сви су по форми слични тригонометријским идентитетима. У ствари, Озборново правило каже да се може конвертовати било који тригонометријски идентитет у хиперболички идентитет тако што ће га се у потпуности проширити у смислу целобројних снага синуса и косинуса, променити синус у sinh и косинус у cosh, и променити знак сваког члана који садржи производ парног броја хиперболичких синуса.
Гудерманова функција даје директну везу између тригонометријских и хиперболичких функција која не укључује комплексне бројеве.

## Логика и универзална алгебра
Формално, идентитет је права универзално квантификована формула форме {\displaystyle \forall x_{1},\ldots ,x_{n}:s=t,} где су s и t чланови без других слободних променљивих осим {\displaystyle x_{1},\ldots ,x_{n}.} Префикс квантификатора {\displaystyle \forall x_{1},\ldots ,x_{n}} често остаје имплицитно, када се наводи да је формула идентитет. На пример, аксиоми моноида се често дају као формуле
{\displaystyle \forall x,y,z:x*(y*z)=(x*y)*z,\quad \forall x:x*1=x,\quad \forall x:1*x=x,}
или, укратко,
{\displaystyle x*(y*z)=(x*y)*z,\qquad x*1=x,\qquad 1*x=x.}
Дакле, ове формуле су идентитети у сваком моноиду. Као и за сваку једнакост, формуле без квантификатора се често називају једначинама. Другим речима, идентитет је једначина која је тачна за све вредности променљивих.

### Цитати
1. ↑  Equation. Encyclopedia of Mathematics. URL: http://encyclopediaofmath.org/index.php?title=Equation&oldid=32613
2. ↑  Pratt, Vaughan, "Algebra", The Stanford Encyclopedia of Philosophy (Winter 2022 Edition), Edward N. Zalta & Uri Nodelman (eds.), URL: https://plato.stanford.edu/entries/algebra/#Laws
3. ↑  „Mathwords: Identity”. www.mathwords.com. Приступљено 2019-12-01.
4. ↑  „Identity – math word definition – Math Open Reference”. www.mathopenref.com. Приступљено 2019-12-01.
5. ↑  „Basic Identities”. www.math.com. Приступљено 2019-12-01.
6. ↑  „Algebraic Identities”. www.sosmath.com. Приступљено 2019-12-01.
7. ↑  Stapel, Elizabeth. „Trigonometric Identities”. Purplemath. Приступљено 2019-12-01.
8. ↑  Bernstein, Stephen; Bernstein, Ruth (1999), Schaum's outline of theory and problems of elements of statistics. I, Descriptive statistics and probability, Schaum's outline series, New York: McGraw-Hill, ISBN 978-0-07-005023-5, p. 21
9. ↑  Osborn, G. (1. 1. 1902). „109. Mnemonic for Hyperbolic Formulae”. The Mathematical Gazette. 2 (34): 189. JSTOR 3602492. doi:10.2307/3602492.
10. ↑  Peterson, John Charles (2003). Technical mathematics with calculus (3rd изд.). Cengage Learning. стр. 1155. ISBN 0-7668-6189-9., Chapter 26, page 1155
11. ↑  Nachum Dershowitz; Jean-Pierre Jouannaud (1990). „Rewrite Systems”.  Ур.: Jan van Leeuwen. Formal Models and Semantics. Handbook of Theoretical Computer Science. B. Elsevier. стр. 243—320.
12. ↑  Wolfgang Wechsler (1992).  Wilfried Brauer; Grzegorz Rozenberg; Arto Salomaa, ур. Universal Algebra for Computer Scientists. EATCS Monographs on Theoretical Computer Science. 25. Berlin: Springer. ISBN 3-540-54280-9. Here: Def.1 of Sect.3.2.1, p.160.